# 横川一丁目停留場
横川一丁目停留場（よこがわいっちょうめていりゅうじょう、横川一丁目電停）は、広島市西区横川町一丁目にある広島電鉄横川線の停留場である。駅番号はY03。

## 歴史
当停留場は1917年（大正6年）、横川線の開通と同時に光隆寺前停留場（こうりゅうじまえていりゅうじょう）として開設された。名前の通り、当時は停留場のすぐ西に光隆寺という寺院が存在していた。横川線は当初、道路から軌道敷が独立した専用軌道にて開通したが、都市計画道路の建設によりこれを併用軌道とすることになった。このとき光隆寺は境内が道路の建設用地となるために立ち退きを行い、三篠町へと移っている。道路が建設され、併用軌道となった1938年（昭和13年）ころには停留場名も横川一丁目へと改められた。
横川線をはじめとする広島電鉄の市内電車は1945年（昭和20年）8月6日の原爆投下により全線が不通となる。また直後の9月には枕崎台風が襲来し、南隣の別院前停留場との間に架けられていた軌道橋（現在の横川新橋）が流失する。軌道橋が復旧し、当停留場を含む別院前 - 横川間が運転を再開したのは1948年（昭和23年）のことであった。

### 年表
- 1917年（大正6年）11月1日：横川線が開通、同時に光隆寺前停留場として開業[3]。
- 1938年（昭和13年）頃：横川一丁目停留場に改称[3]。
- 1945年（昭和20年）8月6日：原爆投下により横川線が全線不通となる[3]。
- 1948年（昭和23年）12月18日：横川線の別院前 - 横川間が運転再開、横川線が全線で復旧[3]。

## 停留場構造
横川線の軌道は道路上に敷かれた併用軌道であり、当停留場も道路上にホームが設けられている。ホームは低床式で2面あり、南北方向に伸びる2本の線路を挟み込むように向かい合って配置された相対式ホームという形態をとる。線路の東に十日市町方面へ向かう上りホーム、西に横川駅へ向かう下りホームがある。
2003年（平成15年）には停留場の設備が改修された。

### 運行系統
当停留場には広島電鉄で運行されている系統のうち、7号線と8号線が乗り入れている。
| 下りホーム | 8号線 · 8号線 | 横川駅ゆき     |                |
| 上りホーム | 7号線         | 広島港ゆき     | 広島港ゆき     |
| 上りホーム | 7号線         | 広電本社前ゆき | 広電本社前ゆき |
| 上りホーム | 8号線         | 江波ゆき       |                |

## 停留場周辺
- JR横川駅
- 広島市立西区図書館・西区民文化センター
- 広島市立中広中学校
- 「横川駅前」バス停[注釈 1] - 広電バス吉田線・あさひが丘線・広島交通旧道・新道経由路線・広島バス22号線・JRバス広浜線が停車する。

## 隣の停留場
広島電鉄
横川線
別院前停留場 (Y02) - 横川一丁目停留場 (Y03) - 横川駅停留場 (Y04)